# Lens (França)
Lens é uma comuna francesa na região administrativa de Altos da França, no departamento de Pas-de-Calais. Estende-se por uma área de 11,7 km².

## Cultura local e patrimônio

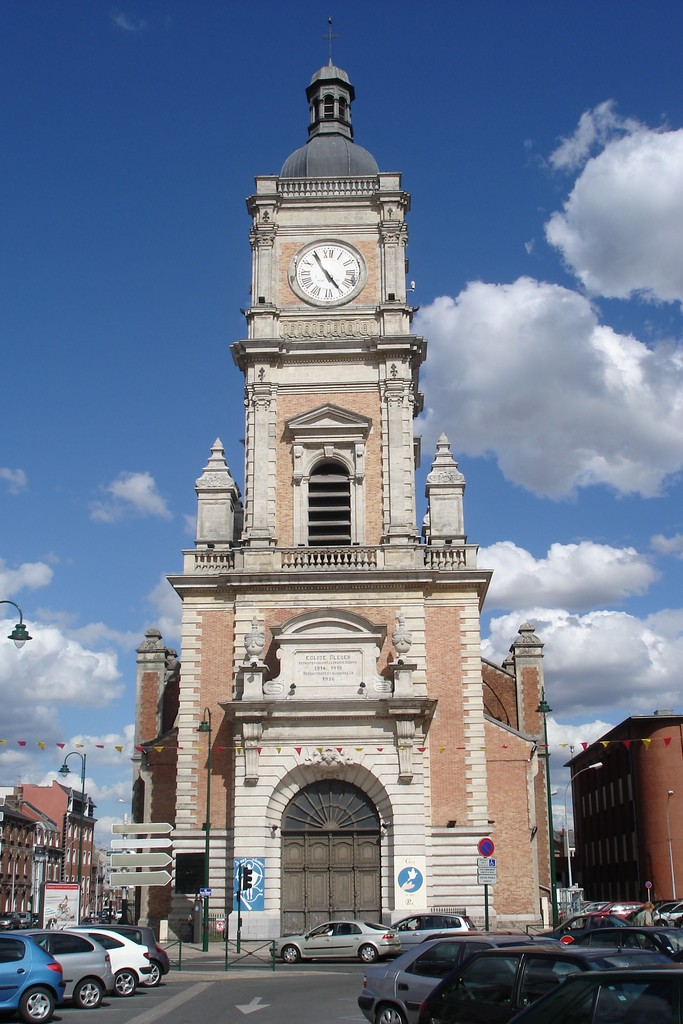
A Igreja Saint-Léger de Lens.

### Lugares e monumentos

#### Arquitetura sagrada
- Igreja Notre-Dame-de-Boulogne, construída em 1954[2], rue Prosper-Mérimée
- Igreja Saint-Auguste de Vendin-le-Vieil, cité n° 8;
- Igreja Saint-Édouard, citado número 12 da companhia de minas de Lens, adro da igreja da cidade número 12, com o presbitério e o antigo alojamento das Irmãs (inscrição em 2009)[3][4];
- Igreja Sainte-Élisabeth (chamada église du Millénium) reúne a paróquia polonesa[5];
- Igreja Saint-Léger, centro da cidade;
- Igreja Saint-Théodore, cité número 9;
- Igreja Notre-Dame-des-Mines-Saint-Wulgan, construída em 1961-1962[6].
- Templo Protestante de Lens.

#### Arquitetura civil
- École Louis-Pasteur e antigo dispensário da cidade n° 11 da companhia das minas de Lens (inscrição em 2009)[7];
- Estação de Lens (inscrição em 1984)[8];
- Grands bureaux de la compagnie des mines de Lens, atual faculdade de Ciências Jean-Perrin, 2 route de La Bassée: vestíbulo, escadaria, rampa de apoio, pavilhão, jardim, muro de cerca, decoração interior (inscrição em 2009)[9];
- Groupe scolaire Jean-Macé, antiga habitação do diretor de escolas e antigo patronato da cidade n° 12 da companhia das minas de Lens, parvis de l'église Saint-Édouard, grand chemin de Loos (inscrição em 2009)[10];
- Logement des Sœurs de la cité numéro 12 de la compagnie des mines de Lens, 2 parvis de l'Église Saint-Edouard (inscrição en 2009)[4];
- Maison du peuple de Lens
- Maison syndicale des mineurs, rue Émile-Zola, rue Duquesnoy, rue Casimir-Beugnet: pátio, cinema, elevação (inscrição em 1996)[11];
- Monumento a Émile Basly, de Augustin Lesieux (1877-1964), avenue Alfred-Maës, rue Albert-Camus (inscrição en 2009)[12];
- Monumento aos mortos da companhia das minas de Lens, route de Bethune, avenue de la Fosse 12: praça, cemitério (inscrição em 2009)[13];
- Monumento aos mortos da Primeira Guerra Mundial de Lens, rond-point Van-Pelt (inscrição en 2009)[14];
- Salle d'œuvres Saint-Pierre de la cité numéro 11 de la compagnie des mines de Lens, rue du Saint-Esprit (inscrição em 2009)[15];
- Monumento aos mortos do bombardeio de 12 de agosto de 1944 pelos Alemães, place Saint-Léonard (inscrição em 2015)

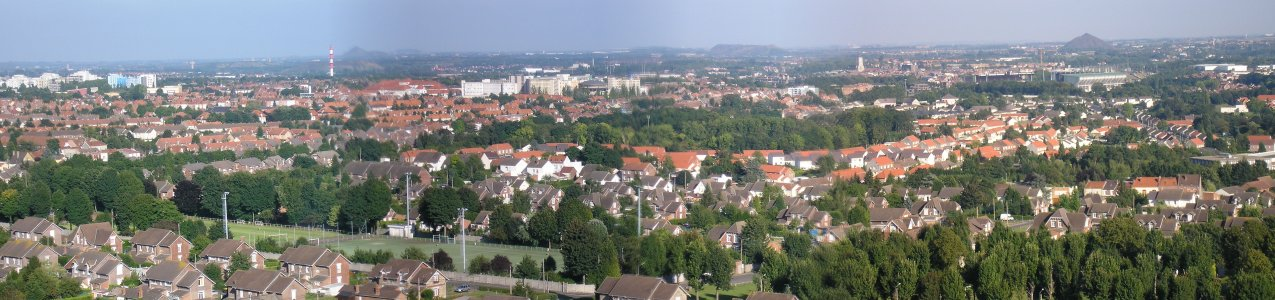
Panorama de Lens

### Louvre-Lens

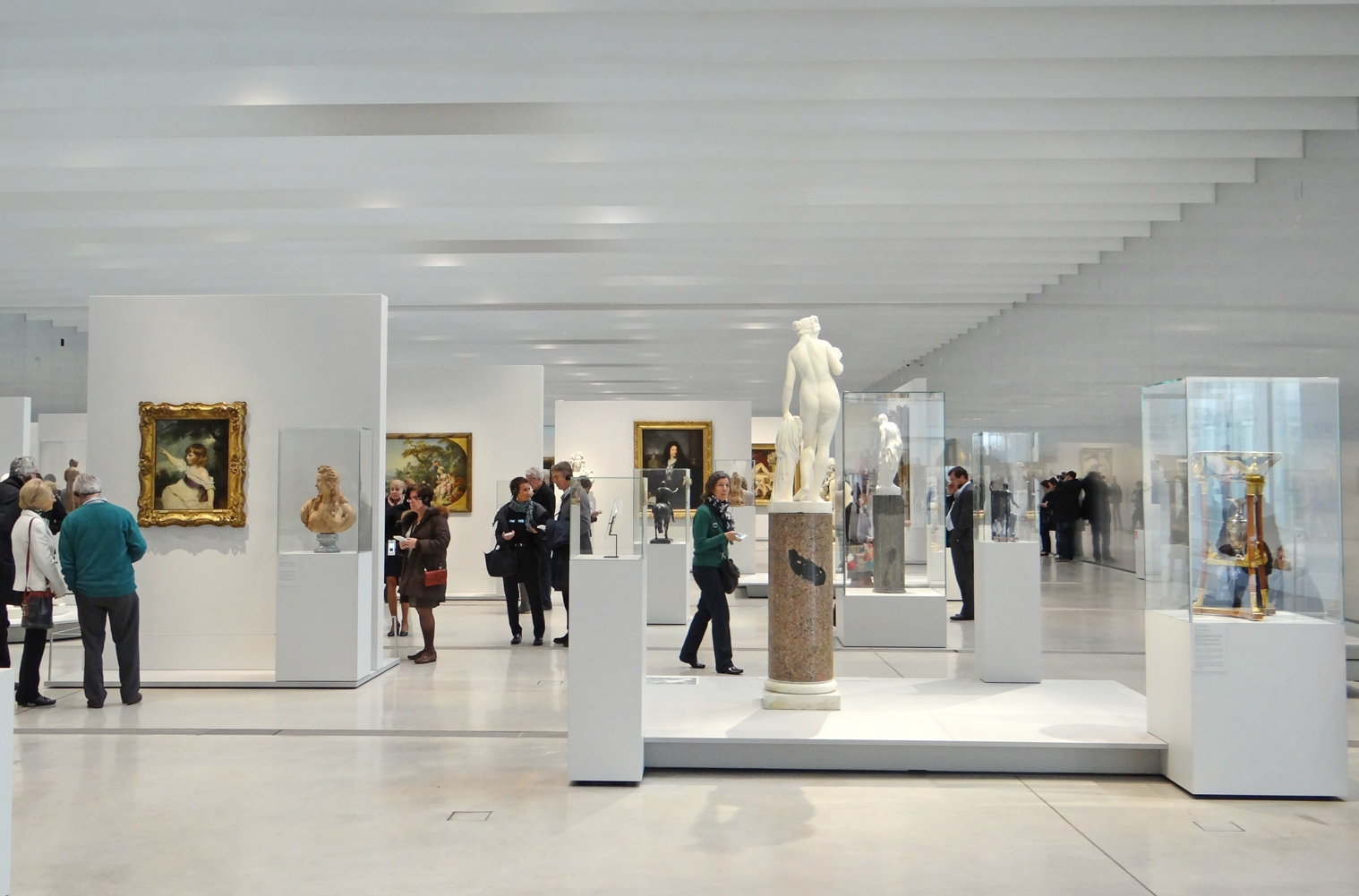
A Galeria do Tempo do Louvre-Lens.

Em 29 de novembro de 2004, durante uma visita a Lens, o primeiro-ministro Jean-Pierre Raffarin anunciou que a antiga cidade mineira foi escolhida para receber a antena descentralizada do Museu do Louvre. Em 04 de dezembro de 2012, um novo edifício de 18 000 m2 foi inaugurado pelo Presidente François Hollande em um parque paisagístico nos vinte hectares do antigo quadrado da fossa 9/9bis. Ele recebe alternadamente com o Museu parisiense de 500 à 600 obras maiores bem como exposições temporárias. Diferentes espaços pedagógicos foram construídos.
Os organizadores esperavam receber 700 000 visitantes no ano de abertura, e depois, meio milhão por ano. Finalmente, o número de visitantes para o primeiro ano foi de cerca de 900 000.